# پارشال (داکوتای شمالی)
پارشال(به انگلیسی: Parshall) شهری در ایالت داکوتای شمالی کشور ایالات متحده آمریکا است که جمعیت آن در سرشماری سال ۲۰۱۰ میلادی، ۹۰۳ نفر بوده‌است.